# 大時代的故事 (電視節目)
《大時代的故事》是台灣的一個三台聯播社教節目，由台視、中視、華視輪流主播，節目內容是主持人端坐主播台講述自辛亥革命至中國抗日戰爭勝利為止的中華民國史，有手繪插圖。台視新聞主播李聖文曾任《大時代的故事》主持人，中視曾在華視主播期間獨家播出《大時代的故事》閩南語配音版（當時的《中視周刊》有宣傳此事）。
1982年，中視文化服務中心與台視及華視合作發行《大時代的故事》錄影帶全套157集，並透過中華民國僑務委員會推展到全球每個重要地方的華僑團體與華僑學校。1983年7月20日，中華民國電視學會拷貝《大時代的故事》錄影帶全套157集，由該會總幹事徐次衡（華視代表）暨各副總幹事贈與反共義士吳榮根。成功嶺大專集訓也將其當為政治教育的教材，由主課老師播放給受訓學生觀看。
《大時代的故事》在1984年公共電視節目取代三台聯播節目之後仍然在華視《莒光園地》不斷重播，YouTube「台視官方頻道」公開李聖文時期集數。